# تيمي أوتيدولا
تيميلولوا إليزابيث أوتيدولا (بالإنجليزية: Temiloluwa Elizabeth Otedola)‏ (مواليد 20 مارس 1996)، هي مُمثلة ومُدونة نيجيرية. عُرفت تيمي أوتيدولا بعد أدائها لشخصية موريمي أولوا في فيلم اقتباس سنة 2020.

## روابط خارجية
- تيمي أوتيدولا على موقع IMDb (الإنجليزية)